# Taufbecken (Raray)

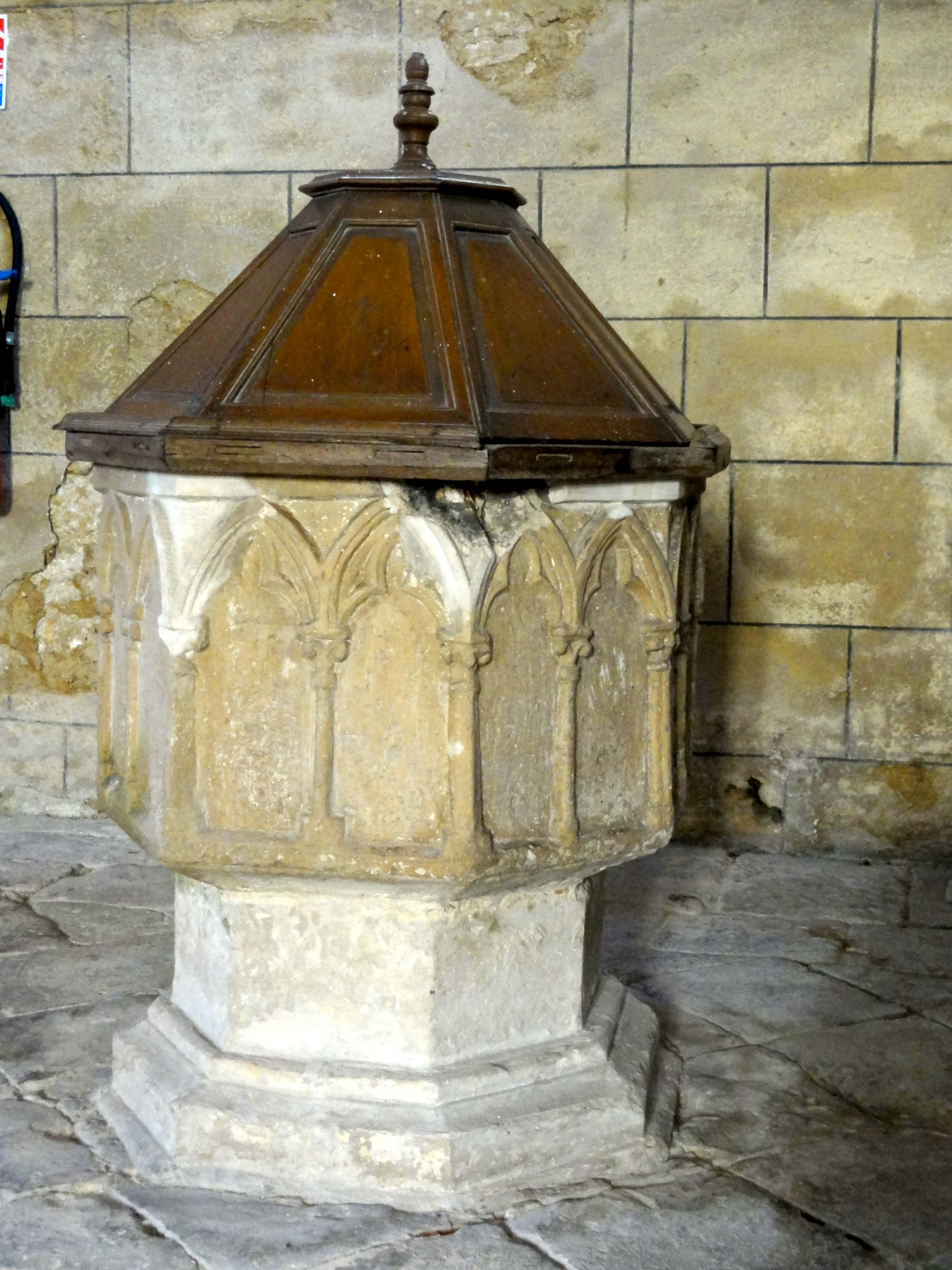
Taufbecken in Raray

Das Taufbecken in der katholischen Pfarrkirche St-Nicolas in Raray, einer französischen Gemeinde im Département Oise in der Region Hauts-de-France, wurde im 12. Jahrhundert geschaffen. 
Im Jahr 1912 wurde das romanische Taufbecken als Monument historique in die Liste der geschützten Objekte (Base Palissy) in Frankreich aufgenommen.
Das 83 cm hohe Taufbecken aus Kalkstein steht auf einer achteckigen, profilierten Basis mit einer achteckigen kurzen Säule. Das ebenfalls achteckige Becken ist mit spitzbogigen Arkaden mit Maßwerk, die auf Säulen mit Kapitellen ruhen, geschmückt. 
Der hohe Deckel aus Holz ist profiliert und stammt aus dem 19. Jahrhundert. 